# Kabinett Rõivas I
Die erste Regierung der Republik Estland unter Ministerpräsident Taavi Rõivas („Kabinett Rõivas I“) trat am 26. März 2014 ihr Amt an. Sie war nach amtlicher Zählung die 47. Regierung der Republik Estland seit Ausrufung der staatlichen Unabhängigkeit 1918. Die Regierung blieb bis zum 9. April 2015 im Amt. Nach der Parlamentswahl am 1. März 2015 bildete Ministerpräsident Taavi Rõivas eine neue Koalitionsregierung (Kabinett Rõivas II).

## Zusammensetzung
Nach dem Ende der liberal-konservativen Regierungskoalition unter Ministerpräsident Andrus Ansip bildete der bisherige Sozialminister Taavi Rõivas im März 2014 eine neue Zwei-Parteien-Regierung. Sie bestand aus der liberalen Reformpartei (Reformierakond) und der Sozialdemokratischen Partei (Sotsiaaldemokraatlik Erakond). Der bisherige Ministerpräsident Ansip wechselte nach den Europawahlen als Mitglied der Europäischen Kommission nach Brüssel.
Die Reformpartei stellte im Parlament (Riigikogu) 33 Abgeordnete, die Sozialdemokraten 19 Abgeordnete. Die Regierung verfügte damit über eine knappe absolute Mehrheit von 52 der 101 Mandate.
Dem Kabinett gehörten acht Männer und sechs Frauen an.

## Kabinettsmitglieder
| Ressort                                       | Name                             | Amtszeit                          | Partei       |
| --------------------------------------------- | -------------------------------- | --------------------------------- | ------------ |
| Ministerpräsident                             | Taavi Rõivas                     | 26. März 2014 – 9. April 2015     | Reformpartei |
| Bildungs- und Forschungsminister              | Jevgeni Ossinovski               | 26. März 2014 – 9. April 2015     | SDE          |
| Justizminister                                | Andres Anvelt                    | 26. März 2014 – 9. April 2015     | SDE          |
| Verteidigungsminister                         | Sven Mikser                      | 26. März 2014 – 9. April 2015     | SDE          |
| Umweltministerin                              | Keit Pentus-Rosimannus           | 5. April 2011 – 17. November 2014 | Reformpartei |
| Umweltminister                                | Mati Raidma                      | 17. November 2014 – 9. April 2015 | Reformpartei |
| Kulturministerin                              | Urve Tiidus                      | 26. März 2014 – 9. April 2015     | Reformpartei |
| Wirtschafts- und Infrastrukturministerin      | Urve Palo                        | 26. März 2014 – 9. April 2015     | SDE          |
| Ministerin für Außenhandel und Unternehmertum | Anne Sulling                     | 26. März 2014 – 9. April 2015     | Reformpartei |
| Finanzminister                                | Jürgen Ligi                      | 26. März 2014 – 3. November 2014  | Reformpartei |
| Finanzministerin                              | Maris Lauri                      | 3. November 2014 – 9. April 2015  | Reformpartei |
| Innen- und Regionalminister                   | Hanno Pevkur                     | 26. März 2014 – 9. April 2015     | Reformpartei |
| Sozialministerin                              | Helmen Kütt                      | 26. März 2014 – 9. April 2015     | SDE          |
| Gesundheits- und Arbeitsminister              | Urmas Kruuse                     | 26. März 2014 – 9. April 2015     | Reformpartei |
| Außenminister                                 | Urmas Paet                       | 26. März 2014 – 17. November 2014 | Reformpartei |
| Außenministerin                               | Keit Pentus-Rosimannus           | 17. November 2014 – 9. April 2015 | Reformpartei |
| Landwirtschaftsminister                       | Andres Anvelt (geschäftsführend) | 26. März 2014 – 7. April 2014     | SDE          |
| Landwirtschaftsminister                       | Ivari Padar                      | 7. April 2014 – 9. April 2015     | SDE          |